# We Stand Alone
We Stand Alone is de tweede ep van de Amerikaanse punkband Sick of It All. Het album werd in 1991 uitgegeven via het label In-Effect, een sublabel van Relativity Records. Het album is uitgegeven op 7-inch vinyl, cassette en cd. In 1997 werd het door Sony Records op cd heruitgegeven in Japan.

## Nummers
Tracks 4 en 6-12 zijn niet te horen op de vinylversie.
1. "What's Going On" - 2:20
2. "Betray" (cover van Minor Threat) - 2:46
3. "We Stand Alone" - 2:05
4. "Disillusion" - 3:21
5. "My Revenge"/"World Full of Hate" (live) - 2:57
6. "Pete's Sake" (live) - 1:13
7. "Injustice System" (live) - 2:01
8. "The Deal" (live) - 1:11
9. "G.I. Joe Headstomp" (live) - 1:37
10. "Pushed Too Far" (live) - 2:11
11. "The Blood & the Sweat" (live) - 4:13
12. "Politics" (live) - 1:30